# Угра (селище)
Угра́ — селище міського типу, адміністративний центр Угранського району Смоленської області Росії.
Населення — 4094 мешканців (2013 рік).

## Географія

### Розташування
Селище розташоване на річці Угра, за 240 км на схід від Смоленська. Залізнична станція на лінії Вязьма — Брянськ.

## Історія
Селище утворилося в 1929 році після будівництва залізничної станції Угра в 1928 році. У 1966 році отримало статус селища міського типу.

## Економіка
У селищі працюють деревообробний, сироробний завод.

## Відомі уродженці та жителі
У селі Глотівка, поблизу Угри, у 1900 році народився Михайло Ісаковський, російський радянський поет.

## Угранське міське поселення
Окрім селища до складу поселення входять села: Водокачка, Зінеєвка, Федорівське.